# Smilja Avramov
Smilja Avramov (15 de fevereiro de 1918 &#x2013; 2 de outubro de 2018) foi uma acadêmica sérvia, acadêmica do direito, ativista social e educadora em direito internacional. Ela foi membro do Senado da Republika Srpska de 1996 a 2009. Antes de se aposentar, ela foi professora de Direito Internacional na Faculdade de Direito da Universidade de Belgrado.

## Educação e carreira
Avramov concluiu o ensino médio em Sušak, Reino da Iugoslávia, em 1936. Ela era parente maternal de Petar Preradović e Pavle Solarić. Durante a Segunda Guerra Mundial, onze membros de sua família foram assassinados no campo de concentração de Jasenovac.
Ela se formou na Faculdade de Direito de Zagreb em 1947. Ela recebeu seu mestrado em Londres e um doutorado em Belgrado em 1950. Ela também estudou em Viena, Harvard e Universidade de Columbia. De 1949 até sua aposentadoria, Avramov trabalhou como assistente e professora na Faculdade de Direito de Belgrado, onde também foi chefe do Departamento de Direito Internacional e Relações e diretora do Instituto de Direito Internacional. Essas posições incluíam a participação no Conselho Judicial do Ministério das Relações Exteriores da Iugoslávia. Avramov era ativo em muitas associações jurídicas, incluindo a de Belgrado. Ela foi presidente da Associação de Direito Internacional da Iugoslávia e, desde 1980, presidente da Associação de Direito Internacional.
Como ilustre acadêmico, Avramov foi membro da primeira convocação do Senado da Republika Srpska, atuando de 1996 a 2009. Avramov também foi membro do Comitê para a Formação do Direito Internacional Consuetudinário (Geral), cujo relatório foi apresentado na conferência de Londres realizada em 2000. Avramov foi presidente da Confederação Internacional para o Desarmamento e a Paz . Desde 1999, Avramov é membro da presidência do movimento "Mulheres autoras - Consciência da Sérvia".

## Engajamento público
Ela se opôs publicamente à prática do intervencionismo humanitário, enfatizando que o principal perigo para o mundo moderno não é o nacionalismo ou o comunismo, mas o niilismo legal.
Em seu trabalho The Trilateral, ela alegou uma conspiração do Grupo Bilderberg, do Conselho de Relações Exteriores e da Comissão Trilateral no contexto da política dos Bálcãs e das relações globais. Em 2006, Avramov foi um dos professores que assinou o pedido de reabilitação de Dragoljub Mihailović. Ela serviu como conselheira de Slobodan Milošević entre 1991 e 1992 e foi testemunha de defesa em seu julgamento em 2004. Ela ajudou a fundar o Comitê para a Proteção dos Sérvios do Tribunal de Haia e foi membro do Comitê Internacional para a Verdade de Radovan Karadzic, também auxiliando em sua defesa malsucedida sob acusações de crimes de guerra.
Avramov expressou seu desacordo em 2013, quando o Governo da Sérvia assinou o Acordo de Bruxelas com o Governo de Kosovo, dizendo que isso viola a constituição da Sérvia e a Carta das Nações Unidas e indiretamente reconhece Kosovo como um estado independente.

## Morte
Avramov morreu em Belgrado em 2 de outubro de 2018 com a idade de 100 anos.

## Trabalhos selecionados
- Međunarodno Javno Pravo, 1976[15]
- International criminal law and the UN Charter, 1993[16]
- Genocide in Yugoslavia, 1995[17]